# Bellusco
Bellusco es una localidad de 6.070 habitantes situada en la Provincia de Monza y Brianza (Lombardía).

## Evolución demográfica
| Gráfica de evolución demográfica de Bellusco entre 1861 y 2001 |
|                                                                |
| Fuente ISTAT - elaboración gráfica de Wikipedia                |

- Wikimedia Commons alberga una categoría multimedia sobre Bellusco.

- Datos: Q39375
- Multimedia: Bellusco / Q39375

1. ↑  Worldpostalcodes.org, código postal n.º 20882.
2. ↑  «Codici Catastali». Comuni-italiani.it (en italiano). Consultado el 29 de abril de 2017.